# Вірджил Гілл
Вірджил Юджин Гілл (18 січня 1964, Клінтон) — американський професійний боксер, чемпіон світу за версіями WBA (1987-1991, 1992-1997) і IBF (1996-1997) у напівважкій вазі та WBA (2000-2002) у першій важкій вазі, призер Олімпійських ігор.
Вірджил Гілл — чоловік спортсменки Денін Говард-Гілл.

## Аматорська кар'єра
На Олімпійських іграх 1984 завоював срібну медаль.
- В 1/16 фіналу переміг Едварда Неблетта (Барбадос) — RSC 2
- В 1/8 фіналу переміг Браяна Шумахера (Велика Британія) — 5-0
- В чвертьфіналі переміг Даміра Шкаро (Югославія) — 4-1
- В півфіналі переміг Мохамеда Зауї (Алжир)  — 5-0
- У фіналі програв Сін Чун Соп (Південна Корея)  — 2-3

## Професіональна кар'єра
Дебютував на профірингу у листопаді 1984 року. 5 вересня 1987 року в бою проти Леслі Стюарта (Тринідад і Тобаго), нокаутувавши суперника в четвертому раунді, завоював титул чемпіона світу за версією WBA у напівважкій вазі. Провів одинадцять переможних боїв, десять з яких були захистами титулу, у тому числі проти Боббі Чиза (США). 3 червня 1991 року зазнав поразки одностайним рішенням суддів від Томаса Гернса (США).
29 вересня 1992 року в бою проти Френка Тейта (США) одностайним рішенням суддів завоював вакантний титул WBA у напівважкій вазі вдруге. Переміг в захистах титулу дев'ять суперників, у тому числі Фабріса Тьоззо (Франція) і Френка Тейта (вдруге).
23 листопада 1996 року відбувся об'єднавчий бій між чемпіоном WBA Вірджилом Гіллом і чемпіоном IBF Генрі Маске (Німеччина). Перемогу розділеним рішенням суддів здобув Вірджил Гілл.
13 червня 1997 року в Обергаузені програв Даріушу Міхальчевському (Німеччина), втративши чемпіонські пояси організацій WBA та IBF у напівважкій вазі.
25 квітня 1998 року нокаутував в четвертому раунді Роя Джонса (США), після чого перейшов до першої важкої ваги. 9 грудня 2000 року, нокаутувавши в першому раунді Фабріса Тьоззо (Франція), відібрав у нього звання чемпіона WBA у першій важкій вазі. 23 лютого 2002 року втратив титул, програвши технічним рішенням у восьмому раунді Жан-Марку Мормеку (Франція).
2007 року після поразки від Фірата Арслана (Німеччина) оголосив про завершення кар'єри. 2015 року повернувся, щоб провести один бій.

## Зовнішні посилання
- Офіційний сайт Вірджила Гілла
- Список професійних боїв Вірджила Гілла
- Біографія Вірджила Гілла та результати на Олімпійських іграх| Олімпіада на Sports-Reference.com (англ.)